# 세기의 전설

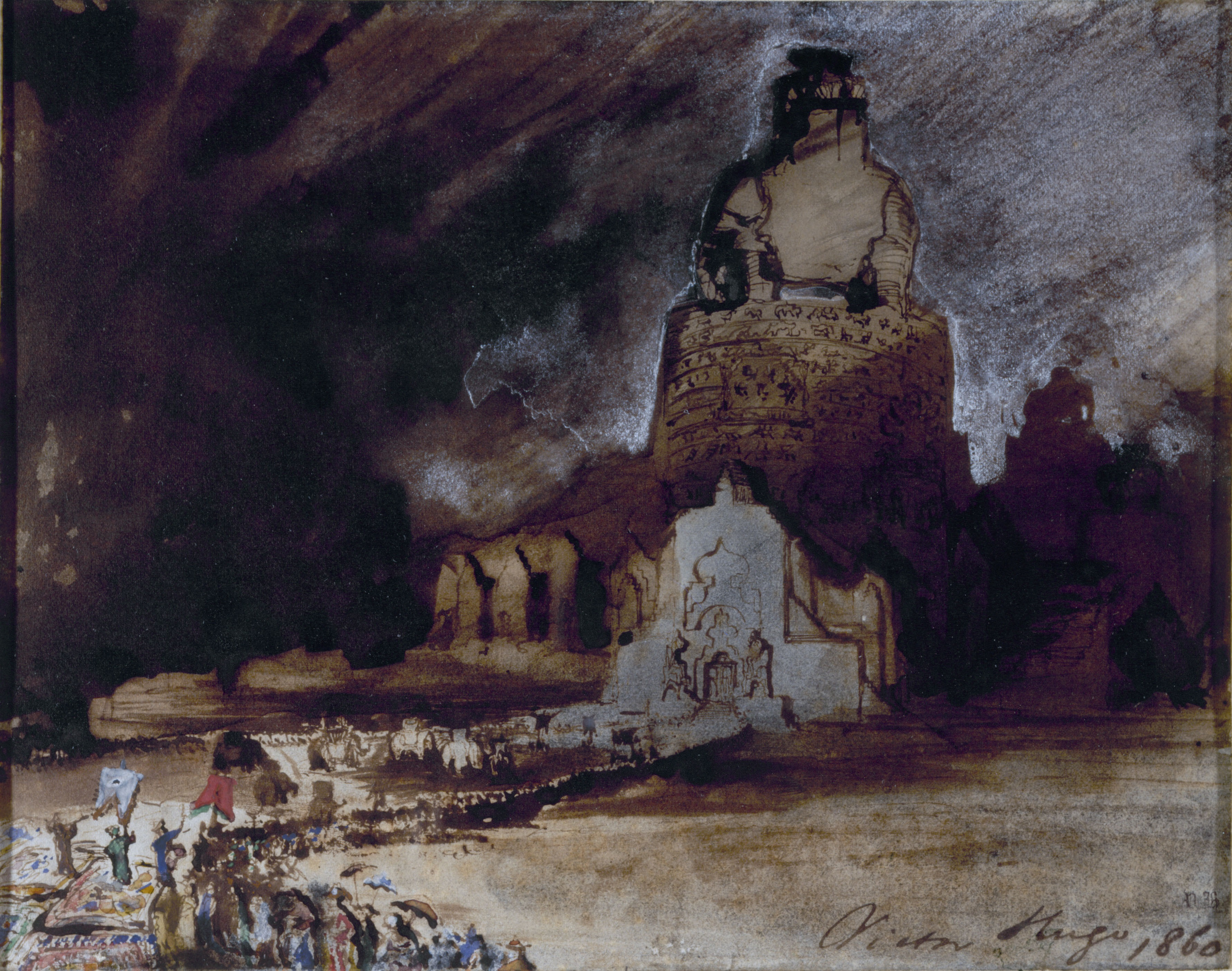

《세기의 전설》(La Légende des siècles)은 빅토르 위고의 서사시집이다.
- 제1집 1859년
- 제2집 1877년
- 제3집 1883년

다른 두 장시(長詩) <사탄의 종말>(1886), <신(神)>(1891)과 3부작으로 되어 있다. 자유와 이상을 추구하여 진보해 나가는 인류의 모습이 이브와 그리스도의 시대부터 제2제정기까지의 시대마다 다채롭고 장대하게 많은 시편에 걸쳐 묘사되고 있다. 그 가운데서도 <양심>, <잠들고 있는 보아즈> <사티로스 신(神)> <가련한 사람들> 등의 시편이 유명하다.
위고 시집 중의 걸작일 뿐 아니라 서사시에 궁했던 근대 프랑스 문학에 극히 뛰어난 지위를 점하고 있다.